# یادگیری فعال

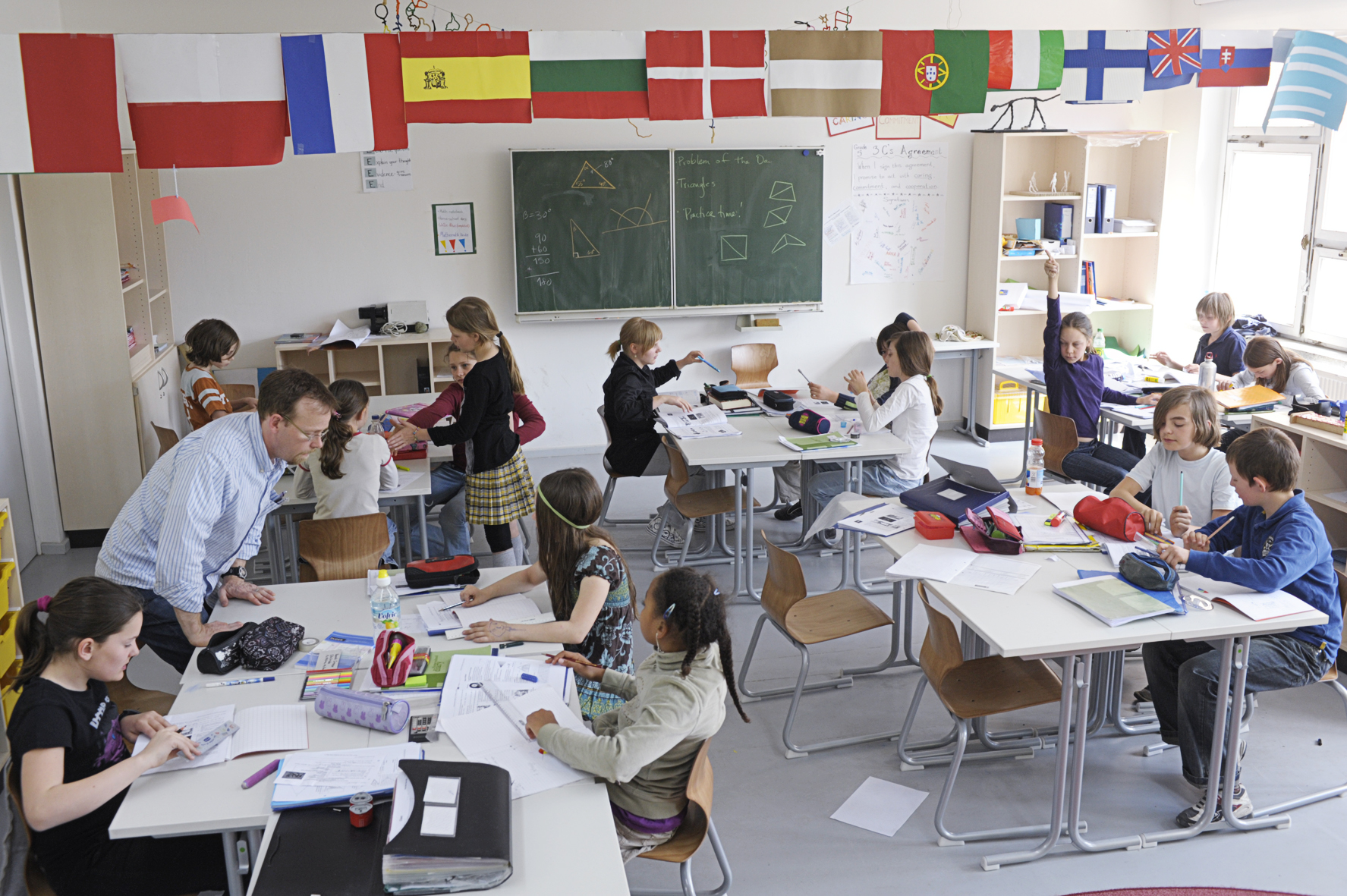
تدریس در کلاس

یادگیری فعال «روشی از یادگیری است که در آن دانش‌آموزان به‌طور فعال یا تجربی در فرایند یادگیری مشارکت دارند و همچنین سطوح مختلفی از یادگیری فعال، بستگی به مشارکت دانش‌آموز دارد».  (Bonwell و Eison 1991) بیان می‌کنند که «دانش‌آموزان زمانی [در یادگیری فعال] شرکت می‌کنند که علاوه بر گوش دادن غیرفعال، کاری را انجام دهند». در گزارشی از انجمن مطالعه آموزش عالی (ASHE)، نویسندگان روش‌های مختلفی را برای ترویج یادگیری فعال مورد بحث قرار می‌دهند. آنها به ادبیاتی اشاره می‌کنند که نشان می‌دهد دانش آموزان برای یادگیری باید بیشتر از گوش دادن، عملی را انجام دهند. آنها باید بخوانند، بنویسند، بحث کنند و در حل مسائل مشارکت داشته باشند. این فرایند به سه حوزه یادگیری به نام دانش، مهارت و نگرش (KSA) مربوط می‌شود. این طبقه‌بندی رفتارهای یادگیری را می‌توان به عنوان «اهداف فرایند یادگیری» در نظر گرفت. به‌طور خاص، دانش‌آموزان باید در کارهای تفکر مرتبه بالاتری مانند تجزیه و تحلیل، ترکیب و ارزشیابی شرکت کنند.